# Паріоне
Паріоне (італ. Parione) — VI район Рима. Охоплює територію навколо П'яцца Навона та Кампо деї Фйорі.

## Історія
Назва походить від латинського позначення великої стіни — Parione. Малось на увазі напевно залишки стадіону Доміціана.

## Герб
Гербом району є Гриф